# 资源配置
在经济学中，资源配置或称资源分配，是指将可用的资源配置到各种用途。在整个经济背景下，资源可以通过各种方式分配，例如市场或中央计划。
在项目管理中，资源配置或者资源管理（resource management）是在考虑资源可用性和项目时间的情况下，安排活动所需的活动时间和资源。

## 经济学
在经济学中，公共財政涉及三个广泛的领域：宏观经济稳定、收入与财富分配，以及资源配置。
资源配置的研究，許多是為了找出特定的资源配置机制，要滿足何種條件，才能達至帕累托最优。所謂帕累托最優，意思就是不损害另一方的利益，就不能改善任何一方的状况。

## 战略规划
在战略计划中，资源配置是利用可用资源的计划，尤其是短期計劃，以實現未來的目標。此等資源，舉例有人力资源。戰略規劃是在各项目与业务单位之间分配稀缺资源的过程。
解决资源配置问题有着多种方法，包括手动方法、算法计算（见下文）或两者结合。
项目中可能包含应急机制，诸如排定有需要时按何種順序將各目標排除出计划，或是有更多资源可用时，按何種順序將新目標纳入计划。

## 算法
特定领域可能会使用计算机程序来完成资源配置，并自动、动态分配资源给申请人。
这在路由和通信用途的电子设备中尤为常见。例如，無線通訊中的信道分配可由基地收发机站采用算法决定。
还有一種分配方法，是讓申请人憑自身经济实力，争取最好的资源，例如网上拍卖（另见拍卖理论）。
CPU抢占式多任务处理分配的一篇论文比較了拍卖算法与按比例共享调度。